# Marche de Stade

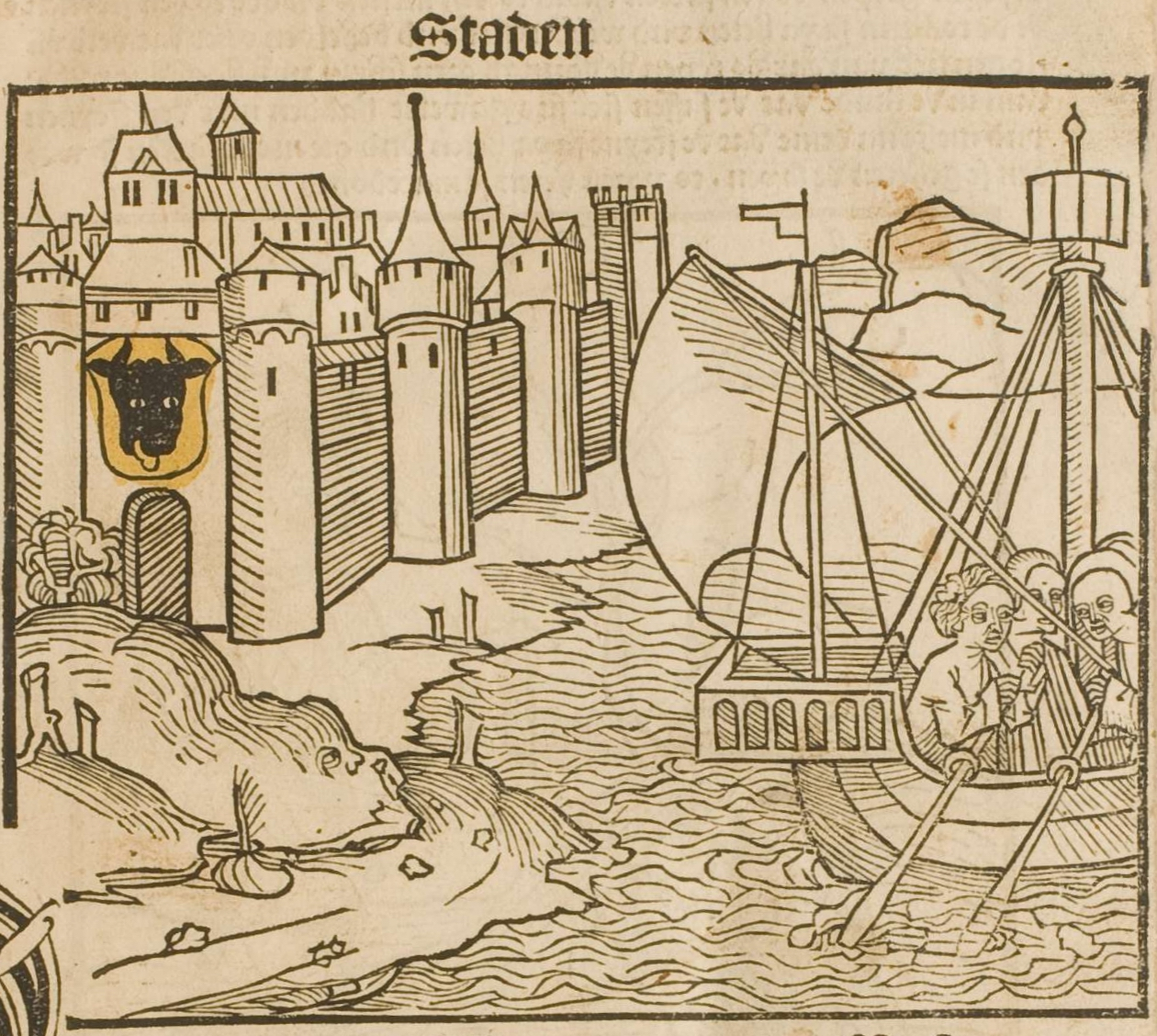
La ville de Stade d'après les Cronecken der Sassen (« Chroniques de Saxe ») ; incunable de Peter Schoeffer, imprimeur à Mayence.

La marche de Stade ou comté de Stade (en allemand : Grafschaft Stade) est un comté médiéval du Saint-Empire romain recouvrant des différents domaines sur le cours inférieur de l’Elbe au sein du duché de Saxe, et dont la principale forteresse était la colline fortifiée de Stade. 
Le chroniqueur saxon Helmold de Bosau écrit vers 1145 qu’à hauteur du château de Stade, les deux rives de l'Elbe appartiennent au comte de l'endroit. Le pays fut entre 944 et 1144 (avec des interruptions) fief des princes Odoniens, lesquels étaient alliés aux grandes familles nobles de Saxe : les Widukind, Immedinger, Ludolphides (Ottoniens) et Billung. Il s'agissait à vrai dire plutôt d'un amas de territoires déconnectés les uns des autres, que d'un comté au sens moderne : le chroniqueur Adam de Brême assure qu'au XIe siècle le comté des Odoniens est éparpillé à travers tout l'archevêché de Brême. Après l'attribution de la marche du Nord, l'un des cercles primitifs de la marche de Brandebourg, au comte Lothaire-Odon Ier en 1056, les deux fiefs sont dirigés en union personnelle.

## Histoire
Comme le comte Wichmann l'Ancien, frère aîné du futur dux Hermann Billung, margrave en titre des territoires pris aux Slaves obodrites, ne laissa d'abord à deux ses fils que quelques centaines d'arpents de terre en rive gauche de l'Elbe, concentrés autour de Harsefeld (vieux chef-lieu du Heilangau) à proximité de Stade, ces premiers Billung durent se charger jusqu'à la mort de leur père (vers 944) de la défense des confins de l'Elbe. Au cours de la minorité de ses deux fils Wichmann le Jeune et Egbert le Borgne, Wichmann l'Ancien confia la gestion de leurs terres à un fidèle de l'empereur, nommé Henri, et que les sources donnent comme comte (margrave) et légat impérial ; des chroniques plus tardives le nomment Henri Ier le Chauve. Lorsque le comte Wichmann le Jeune entra en possession des terres de son père, il devint par là comte de Stade, mais dut combattre non seulement les prétentions de son frère Egbert, mais aussi celles de son oncle Hermann Billung, candidat de l'empereur Henri Ier et de son frère Siegfried (dont il était sans doute le beau-frère).
C'est peut-être pendant la mise au ban de Wichmann le Jeune, et à coup sûr à la mort de ce dernier en 967, que le régent Henri le Chauve s'assura définitivement la propriété du comté de Stade. En 969 il fit édifier son donjon à Harsefeld ; son fils, Henri le Bon, en fit en 1001-10 un bailliage et 99 ans plus tard, il fut converti en une abbaye. Harsefeld devint vers l'an mil la nécropole des Odoniens, dont la citadelle était la ville de Stade.
L'archevêque Adalbert de Brême parvint en 1063 à convaincre les Odoniens, margraves de Nordmark depuis 1056, de lui abandonner moyennant subsides leur immédiateté impériale. Ainsi le comté de Stade devint fief à part entière de l'archevêché de Brême, les princes Odoniens n'étant plus désormais que vicomtes par la grâce de l'archevêque.
Vers la fin du XIe siècle, les Odoniens abandonnèrent leur mission de vicomte à un de leurs ministériels, Frédéric. La mère de Frédéric était de noblesse angle, et son père était le comte Reinhold, vassal des Odoniens. En 1106, Frédéric obtint successivement son affranchissement de l’empereur Henri V, puis l'octroi du comté de Stade et contraignit finalement les Odoniens à le reconnaître comme leur suzerain.
Ce n'est qu'à la mort du comte Frédéric de Stade, en 1135, qu'avec Rodolphe II de Freckleben, les Odoniens retrouvèrent leur trône. Le frère de Rodolphe, Hartwig, devint chanoine de Magdebourg. Par la cession de son énorme héritage foncier aux diocèses de Magdebourg et de Hambourg-Brême, il s'assura son élection au poste d'avoué puis même d’archevêque de Brême. En 1144, il se fit octroyer en tant que prélat temporel le comté de Stade, avec la promesse de restituer ces terres à l'archevêché à sa mort. Son ex-beau-frère, le comte palatin Frédéric, exerçait pour lui le droit de haute justice.
Le duc Henri le Lion décida pourtant que les prétentions héréditaires et féodales au comté de Stade étaient recevables, et il les prit en régence en 1145. Au fil des années, il confia la défense de la Marche de Stade à ses vassaux, y compris ses propres fils, jusqu'à ce qu'un traité, en 1219, reconnaisse qu'à la mort du duc guelfe ce comté retournerait au domaine de l'archevêché de Hambourg-Brême : ce qui advint effectivement en 1236.

## Liste des comtes de Stade

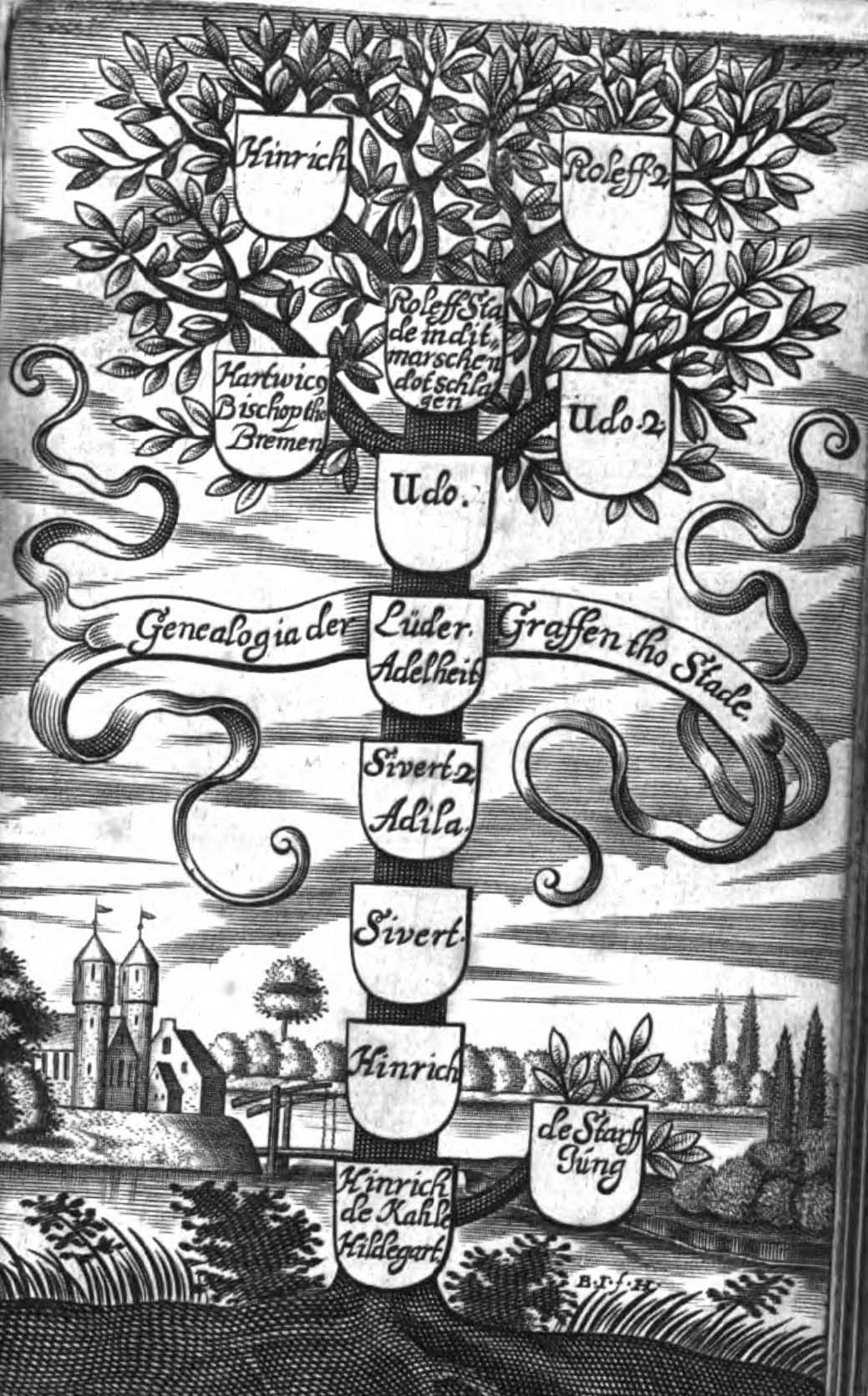
Les comtes de Stade

- Wichmann l’Ancien (dynastie des Billung), † avant 944, ? comte de la Basse-Elbe
- Wichmann le Jeune (Billung), † 967, ? comte de la Basse-Elbe, fils de Wichmann l'Ancien.
- Henri Ier le Chauve, † vers 975 (? 1001), (margrave et légat, fils du comte Lothaire † 929)
- Henri II le Bon, † 1016, fondateur de l'abbaye de Harsefeld, fils de Henri Ier
- Siegfried, 1016 - † 1037 (?) comte de Stade, frère de Henri le Bon
- Lothaire-Odon Ier, † 1057 comte de Stade, margrave de la Marche du Nord en 1056, fils de Siegfried
- Lothaire-Odon II, † 1082, comte de Stade et margrave de la Marche du Nord, fils de Lothar Udo I.
- Henri III le Long, † 1087, comte de Stade et margrave de la Marche du Nord, fils d’Odon II.
- Lothaire-Odon III, † 1106, comte de Stade et margrave de la Marche du Nord, frère de Henri III.
- Rodolphe Ier, frère de Lothaire-Odon III, † 1124, 1106 - ca. 1115, tuteur de son neveu Heinrich IV.
- Frédéric, ministériel et vicomte vers 1095 - 1112, affranchi par Henri V (1115) ou par Lothaire III (1124), comte de Stade par courtoisie de 1128 à sa mort en 1135
- Henri IV, fils de Lothaire-Odon III, comte de Stade en titre de 1114 à † 1128, margrave de la Marche du Nord
- Rodolphe II de Freckleben, fils de Rodolphe Ier, 1135 - † 1144 comte de Stade
- Hartwig, frère de Rodolphe II, vidame de Brême (1144-45) et comte de Stade, 1148 archevêque de Brême, † 1168
- duc Henri le Lion, comte de Stade en 1145
- comte palatin Henri, fils d’Henri le Lion,